# Mario Rutelli

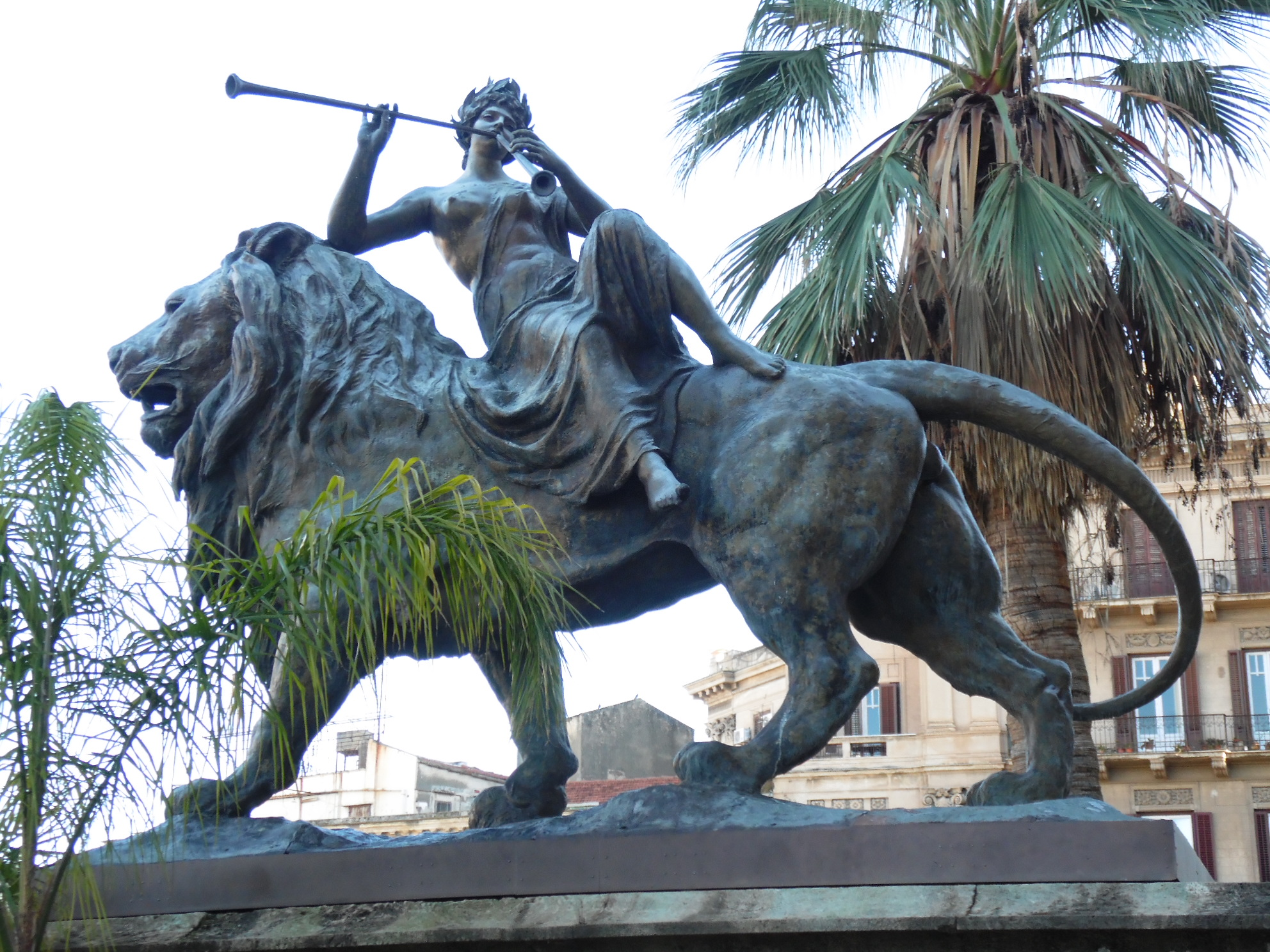
Mario Rutelli: La Lirica“. Teatro Massimo (Palermo)

Mario Rutelli (Palermo, 4 aprile 1859 – Roma, 4 novembre 1941) è stato uno scultore italiano.

## Biografia
Di un casato di origine britanna (Rüdelle/Rütelle) trasferitosi al tempo in Italia, Mario Rutelli era figlio dell'architetto Giovanni Rutelli e di Vita Romano; egli appartiene ad una famiglia con tradizioni anche nel settore dell'architettura fin dalla prima metà del Settecento palermitano con l'architetto Mario Rutelli, suo avo diretto; il padre dello scultore Mario (già architetto ed imprenditore edile), anch'egli un artista e industriale molto richiesto all'epoca, fu il titolare legittimo dell'impresa Rutelli & Machì la quale edificò interamente il monumentale Teatro Massimo Vittorio Emanuele a Palermo e ne diresse tecnicamente anche la costruzione la quale fu a lui affidata dall'architetto Giovan Battista Filippo Basile, il progettista e disegnatore dello stesso teatro. Mario Rutelli è anche autore di molteplici decorazioni relative ai capitelli del medesimo Teatro.
Mario Rutelli studiò all'Accademia di Belle Arti di Palermo e poi a Roma presso Giulio Monteverde.
La salma di Mario Rutelli è sepolta nella cappella di famiglia Rutelli sita al cimitero di Santo Spirito (già cimitero di Sant'Orsola) in Palermo. Lo scultore era il nonno dell’imprenditore e dirigente sportivo Renzo Barbera e il bisnonno del politico italiano Francesco Rutelli.

## Attività

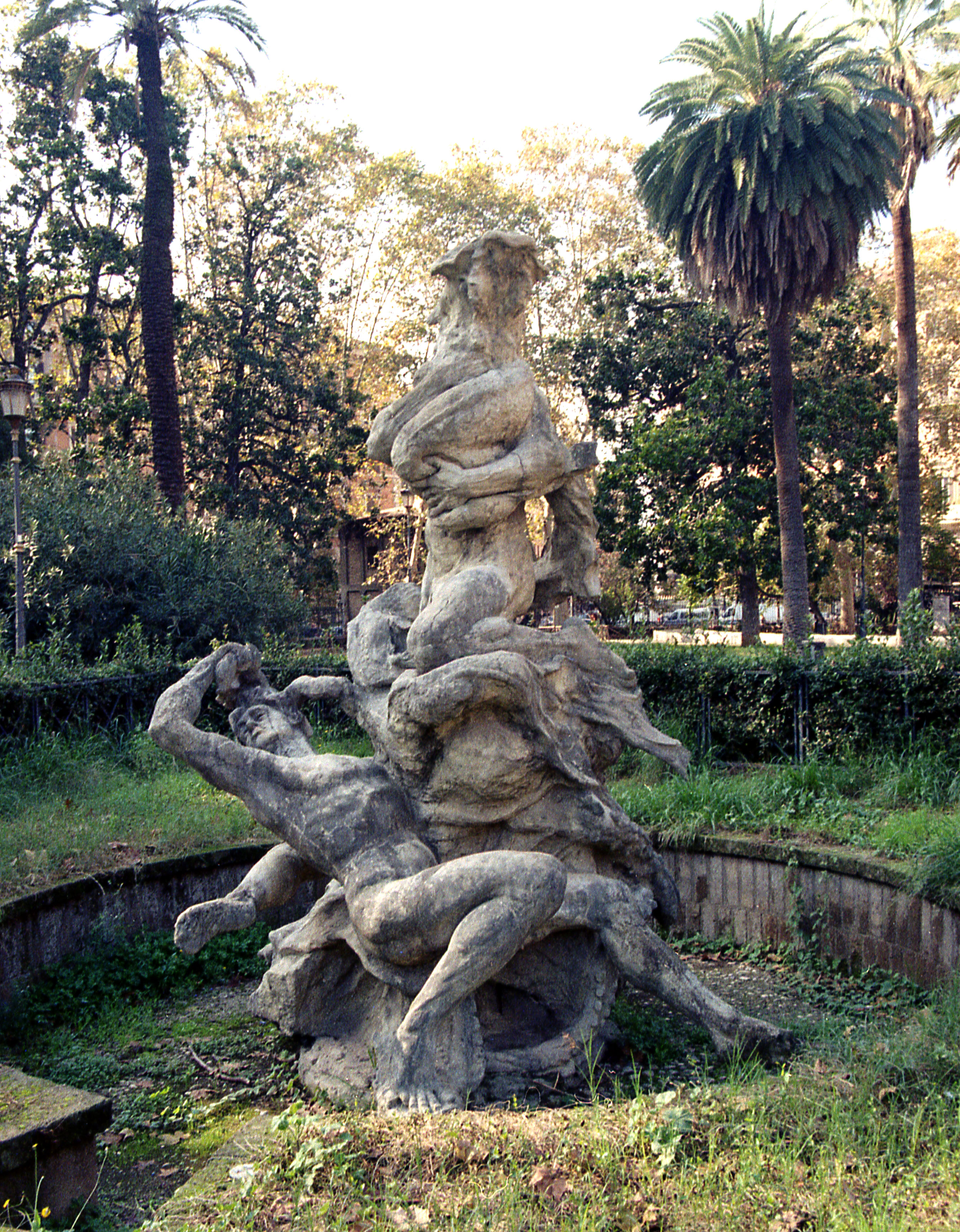
La fontana a piazza Vittorio Emanuele a Roma prima del restauro e ricostruzione della vasca

La sua opera più celebre è la fontana delle Naiadi in piazza dell'Esedra (oggi Piazza della Repubblica) a Roma, «esaltazione dell'eterna giovinezza, primo saluto d'arte della Capitale» (Mussolini). Per il giardino delle Terme Tamerici ne realizzerà una versione molto più ridotta.
Moltissime altre opere sono sparse in Italia e all'estero. Ricordiamo il monumento ad Anita Garibaldi sul Gianicolo (opera tarda ma di un'audacia non diversa da quella palesata nelle sue prime opere, quali ad esempio Gli Irosi); una delle Vittorie sul Vittoriano a Roma; la Quadriga di bronzo sul teatro Politeama di Palermo, con sopra Apollo, il dio della musica, ed Euterpe, la musa della lirica; i cavalieri a lato del carro, invece, sono del maestro di Rutelli, Benedetto Civiletti. Ancora: il Leone alla base del monumento a Garibaldi nell'omonimo giardino palermitano; il Leone posto alla sinistra del Teatro Massimo sormontato dalla lirica (invece quello posto alla destra e sormontato dalla Tragedia è del suo maestro Benedetto Civiletti); la Lirica nel Teatro Vittorio Emanuele e l'apoteosi di Vittorio Emanuele; il monumento equestre al re Umberto I a Catania; la Fontana e il monumento commemorativo ad Agrigento; il Battistero in bronzo e marmo presso la basilica di Maria SS. Annunziata a Comiso (1913); il Monumento a Nicola Spedalieri in piazza Sforza Cesarini (vicino alla Chiesa Nuova) in Roma; il busto di Re Umberto I, nella omonima piazza a Piazza Armerina; il busto di Filippo Cordova nella omonima piazza ad Aidone in Sicilia; la Vittoria bronzea, che corona l'obelisco del Monumento alla Libertà e ai Caduti di Palermo, alto 28,02 metri (1921-1923).
Tra le opere di Mario Rutelli all'estero si ricordano: la Statua di Wolfgang Goethe a Monaco di Baviera; il War Memorial, il monumento commemorativo per i Caduti della Grande Guerra ad Aberystwyth, in Galles.
Tra le altre opere si ricordano i busti di Domenico Morelli e di Giuseppe Maielli e quello ad Edmondo De Amicis sito nel Giardino Inglese di Palermo. A Sala Consilina (prov. di Salerno)  è presente un monumento dedicato a Domenico De Petrinis, il cui busto e la piastra frontale (raffigurante l'Allegoria della Gloria), furono realizzate da Mario Rutelli, nel 1928. 
Esegue anche diverse targhe commemorative: nel 1910 una targa celebrativa dello sbarco dei Mille a Marsala, offerta dai Corda Fratres d’Italia alla città di Marsala; nel 1913 una targa offerta alla cannoniera "Sebastiano Caboto" costruita nel cantiere navale di Palermo.

### Le opere funerarie

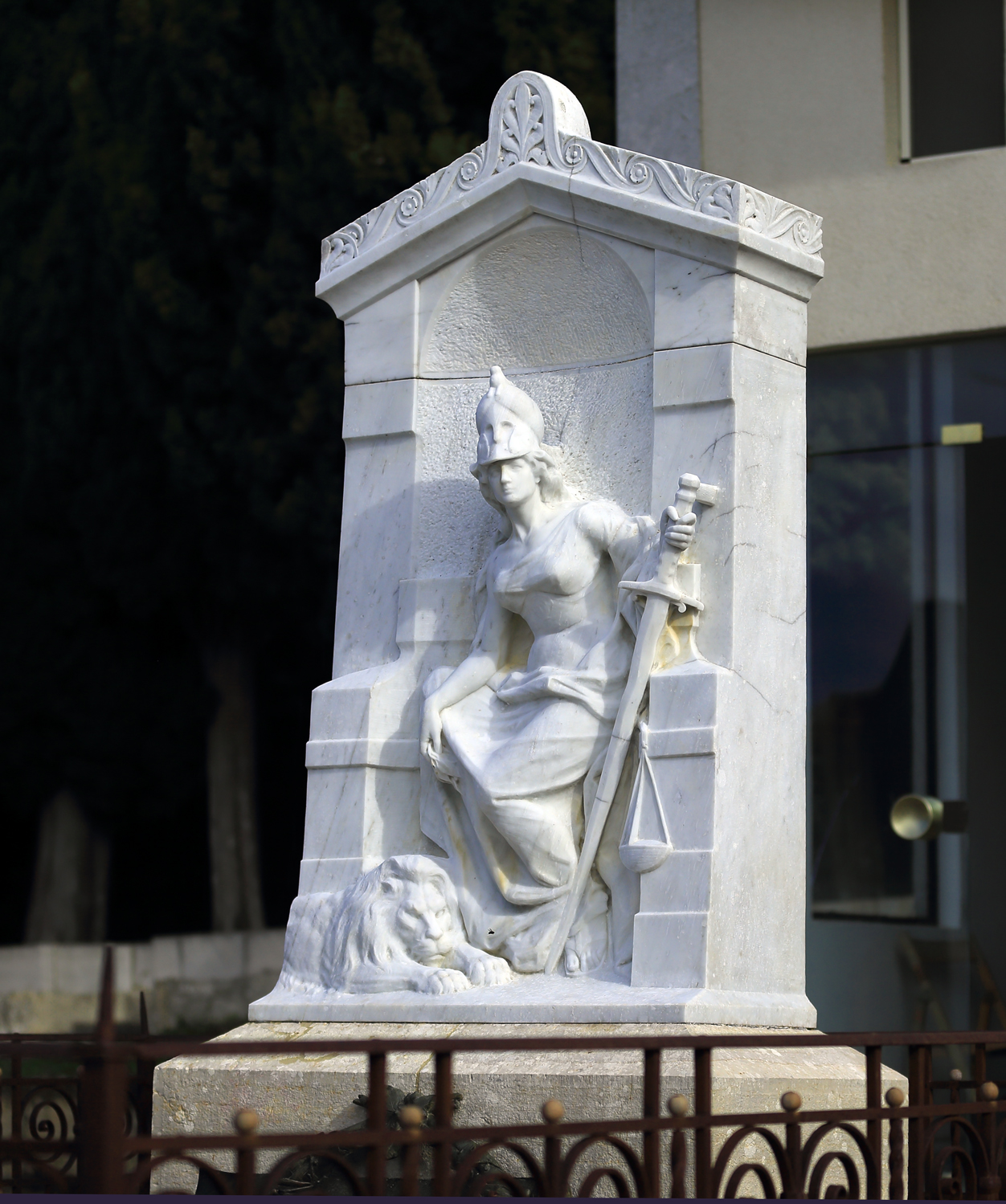
Mario Rutelli: Monumento alla Giustizia, cimitero monumentale di Bisacquino, tomba del giurista bisacquinese Giuseppe Cantavespri.

Mario Rutelli è l’autore di numerosi monumenti funebri in Italia. Il monumento a Maurizio Pintus (1922) nel cimitero di Sassari, in marmo e bronzo, raffigura un angelo inginocchiato su un grande basamento con stele. Per il monumento funebre di Vittorio Pace (1932-34 ca.) nel cimitero monumentale di Poggioreale, ha concepito una stele in bronzo rappresentante un angelo.
Nel cimitero monumentale di Bisacquino è presente un'altra pregevole opera scultoria rappresentante la Giustizia, fatta eseguire dalla nobile famiglia Cantavespri e ai cui piedi è sepolto il giurista bisacquinese Giuseppe Cantavespri padre di Vincenzo anch'egli giurista, caduto eroicamente nel 1916 durante la prima guerra mondiale. 

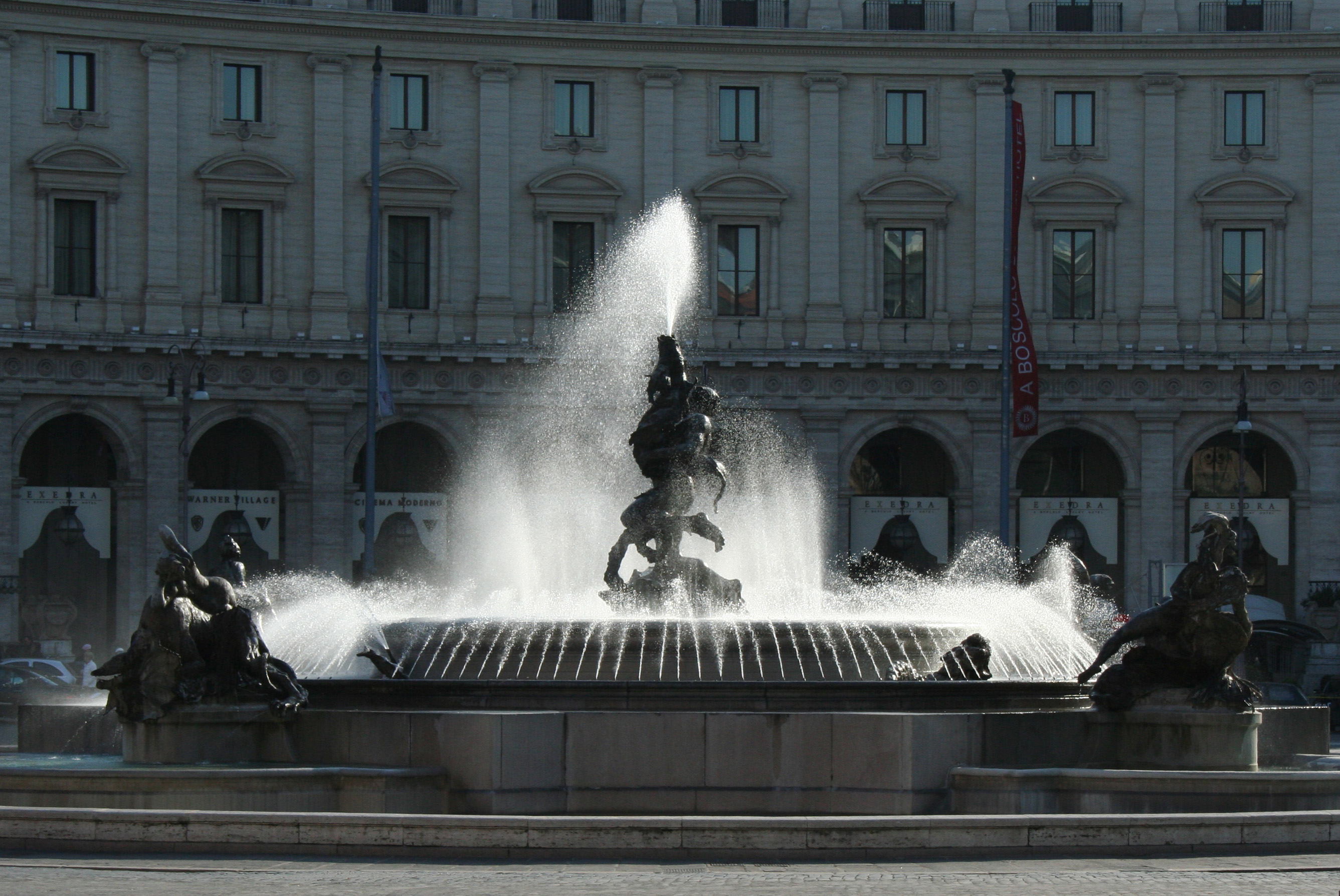
Roma, fontana delle Naiadi
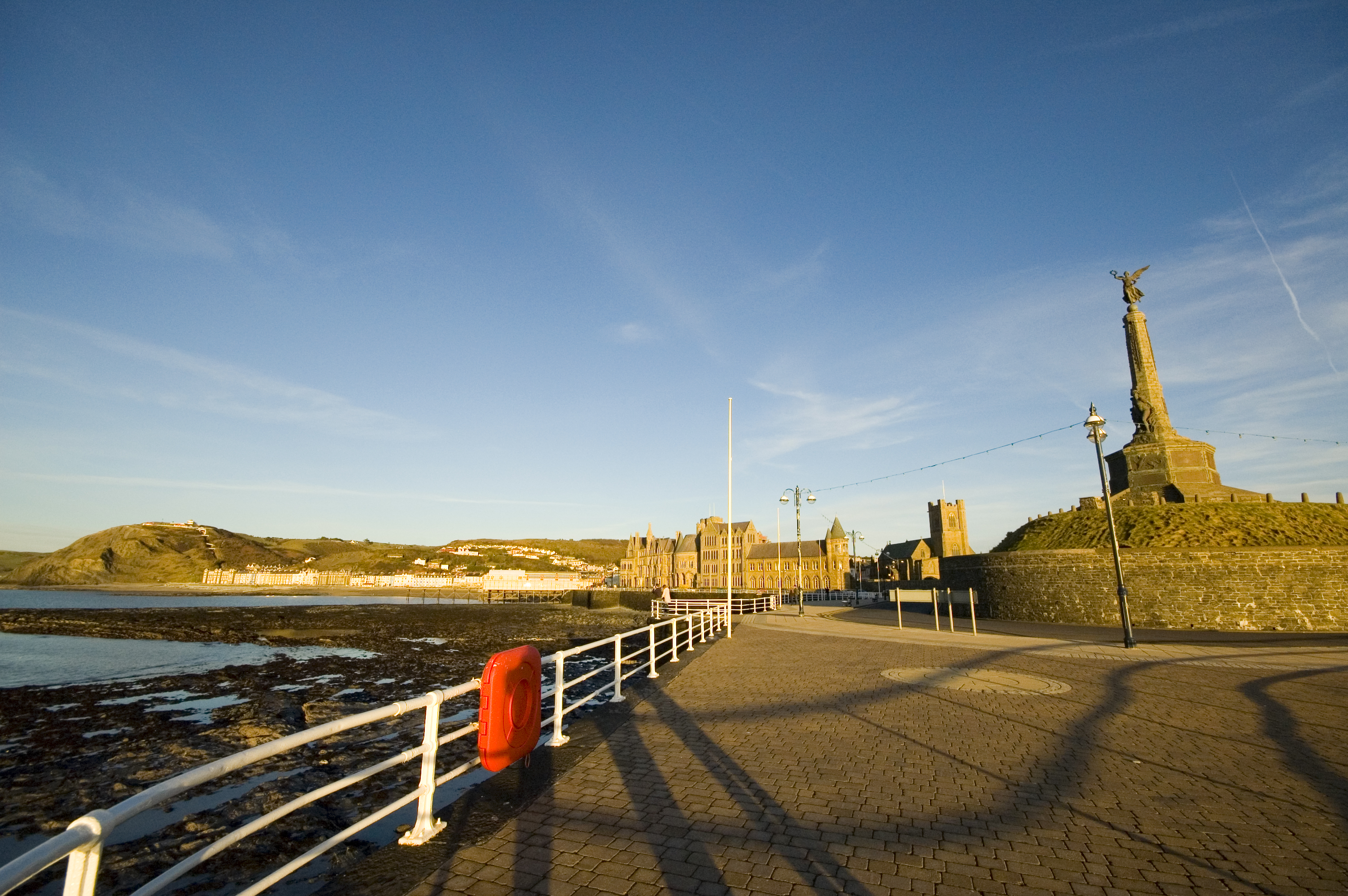
Monumento al marinaio ad Aberystwyth
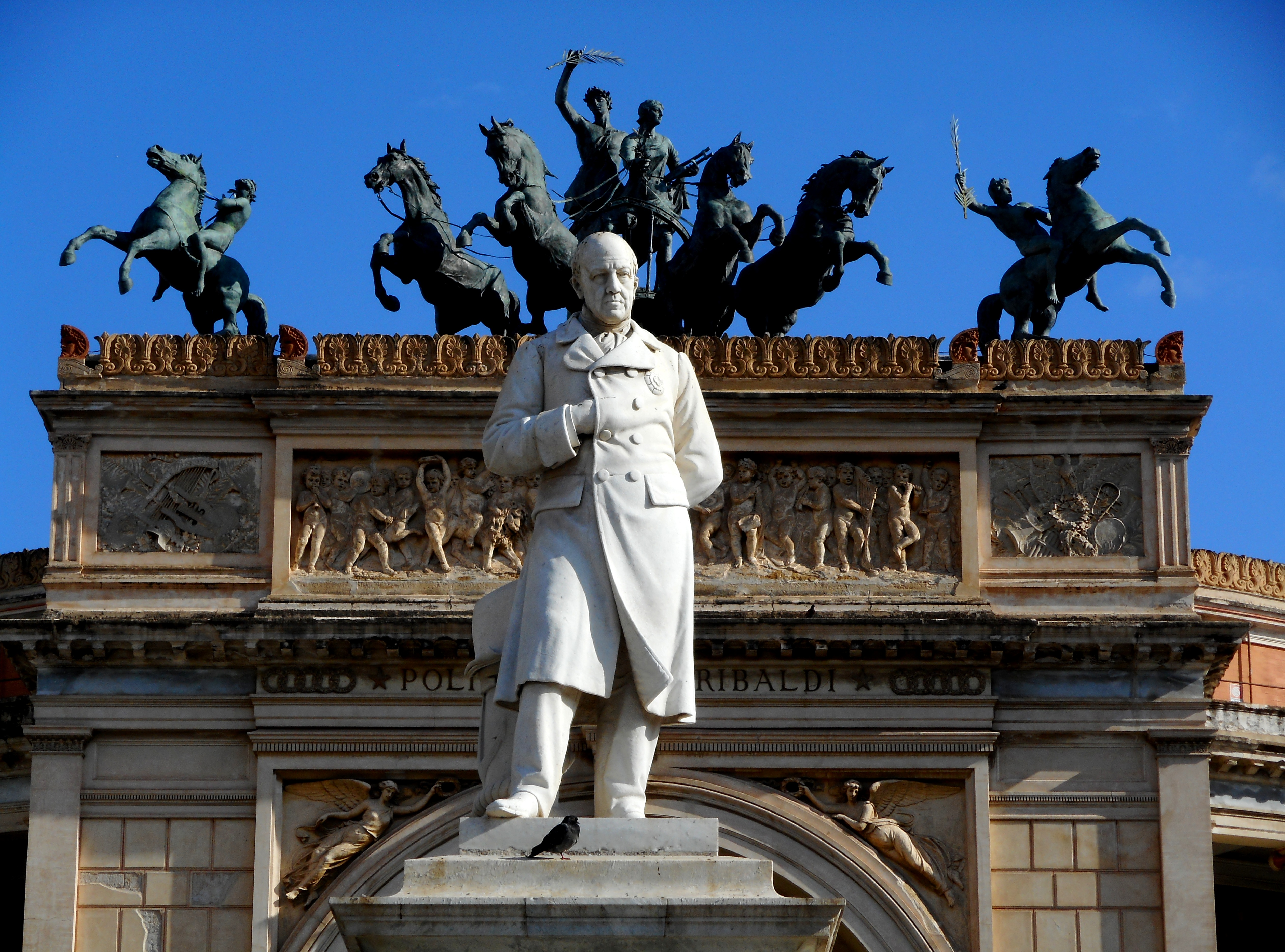
Palermo, la quadriga del Politeama